# Sveriges biståndsminister
Sveriges biståndsminister är det statsråd som ansvarar för biståndpolitiken och global utveckling. Biståndsministern nomineras i likhet med övriga ministrar av statsministern, ingår i Sveriges regering som bekräftas kollegialt av riksdagen. Biståndsministern är placerad vid Utrikesdepartementet och ingår i den grupp av statsråd som inte är departementschefer. Biståndsministerns närmsta medarbetare är en politiskt tillsatt tjänsteman som innehar titeln statssekreterare.
Den förste minister att specifikt handha biståndsfrågor var det konsultativa statsrådet Ulla Lindström, åren 1954-1966 - hon är också den som innehaft ämbetet under längst tid. Därefter dröjde det till 1973 innan en ny biståndsminister utsågs, och åren 1978-1985 var utrikesministen ensamt statsråd vid Utrikesdepartementet, och ansvarade därmed själv för biståndsfrågorna. 

## Lista över Sveriges biståndsministrar
| Nr   |  | Biståndsminister                 | Titel | Tillträdde        | Avgick            | Varaktighet         | Parti | Parti              | Regering                                 |
| ---- |  | -------------------------------- | --- | ----------------- | ----------------- | ------------------- | ----- | ------------------ | ---------------------------------------- |
| 1    |  | Ulla Lindström (1909–1999)       | Biståndsminister | 4 juni 1954       | 31 december 1966  | 12 år och 210 dagar |       | Socialdemokraterna | Erlander II S – BF Erlander III S        |
| 2    |  | Gertrud Sigurdsen (1923–2015)    | Biståndsminister | 3 november 1973   | 8 oktober 1976    | 2 år och 340 dagar  |       | Socialdemokraterna | Palme I S                                |
| 3    |  | Ola Ullsten (1931–2018)          | Biståndsminister (1976–1977) Bistånds- och invandrarminister (1977–1978) Biståndsminister och vice statsminister (1978) | 8 oktober 1976    | 18 oktober 1978   | 2 år och 10 dagar   |       | Folkpartiet        | Fälldin I C – M – FP                     |
| 4    |  | Hans Blix (född 1928)            | Utrikesminister (med ansvar för biståndsfrågor)                                                                         | 18 oktober 1978   | 12 oktober 1979   | 0 år och 359 dagar  |       | Folkpartiet        | Ullsten FP                               |
| (3)  |  | Ola Ullsten (1931–2018)          | Utrikesminister (med ansvar för biståndsfrågor)                                                                         | 12 oktober 1979   | 8 oktober 1982    | 2 år och 361 dagar  |       | Folkpartiet        | Fälldin II C – M – FP Fälldin III C – FP |
| 5    |  | Lennart Bodström (1928–2015)     | Utrikesminister (med ansvar för biståndsfrågor)                                                                         | 8 oktober 1982    | 17 oktober 1985   | 3 år och 9 dagar    |       | Socialdemokraterna | Palme II S                               |
| 6    |  | Lena Hjelm-Wallén (född 1943)    | Biståndsminister | 17 oktober 1985   | 4 oktober 1991    | 5 år och 352 dagar  |       | Socialdemokraterna | Palme II S Carlsson I S Carlsson II S    |
| 7    |  | Alf Svensson (född 1938)         | Biståndsminister | 4 oktober 1991    | 7 oktober 1994    | 3 år och 3 dagar    |       | Kristdemokraterna  | Carl Bildt M – FP – C – KD               |
| 8    |  | Pierre Schori (född 1938)        | Biståndsminister (1994–1996) Bistånds- och migrationsminister (1996–1999)                                               | 7 oktober 1994    | 14 september 1999 | 4 år och 342 dagar  |       | Socialdemokraterna | Carlsson III S Persson S                 |
| 9    |  | Maj-Inger Klingvall (född 1946)  | Bistånds- och migrationsminister                                                                                        | 14 september 1999 | 16 november 2001  | 2 år och 63 dagar   |       | Socialdemokraterna | Persson S                                |
| 10   |  | Jan O. Karlsson (1939–2016)      | Bistånds- och migrationsminister                                                                                        | 7 januari 2002    | 10 oktober 2003   | 1 år och 276 dagar  |       | Socialdemokraterna | Persson S                                |
| 11   |  | Carin Jämtin (född 1964)         | Biståndsminister | 10 oktober 2003   | 6 oktober 2006    | 2 år och 361 dagar  |       | Socialdemokraterna | Persson S                                |
| 12   |  | Gunilla Carlsson (född 1963)     | Biståndsminister | 6 oktober 2006    | 17 september 2013 | 6 år och 346 dagar  |       | Moderaterna        | Reinfeldt M – FP – C – KD                |
| 13   |  | Hillevi Engström (född 1963)     | Biståndsminister | 17 september 2013 | 3 oktober 2014    | 1 år och 16 dagar   |       | Moderaterna        | Reinfeldt M – FP – C – KD                |
| 14   |  | Isabella Lövin (född 1963)       | Biståndsminister (till 25 maj 2016) Minister för internationellt utvecklingssamarbete (från 25 maj 2016)                | 3 oktober 2014    | 21 januari 2019   | 4 år och 110 dagar  |       | Miljöpartiet       | Löfven I S – MP                          |
| 15   |  | Peter Eriksson (född 1958)       | Minister för internationellt utvecklingssamarbete                                                                       | 21 januari 2019   | 17 december 2020  | 1 år och 331 dagar  |       | Miljöpartiet       | Löfven II S – MP                         |
| (14) |  | Isabella Lövin (tf.) (född 1963) | Minister för internationellt utvecklingssamarbete                                                                       | 17 december 2020  | 5 februari 2021   | 0 år och 50 dagar   |       | Miljöpartiet       | Löfven II S – MP                         |
| 16   |  | Per Olsson Fridh (född 1981)     | Minister för internationellt utvecklingssamarbete                                                                       | 5 februari 2021   | 30 november 2021  | 0 år och 298 dagar  |       | Miljöpartiet       | Löfven II S – MP Löfven III S – MP       |
| 17   |  | Matilda Ernkrans (född 1973)     | Biståndsminister | 30 november 2021  | 18 oktober 2022   | 0 år och 322 dagar  |       | Socialdemokraterna | Andersson S                              |
| 18   |  | Johan Forssell (född 1979)       | Bistånds- och utrikeshandelsminister                                                                                    | 18 oktober 2022   | 10 september 2024 | 1 år och 328 dagar  |       | Moderaterna        | Kristersson M – KD – L                   |
| 19   |  | Benjamin Dousa (född 1992)       | Bistånds- och utrikeshandelsminister                                                                                    | 10 september 2024 | nuvarande         | 0 år och 307 dagar  |       | Moderaterna        | Kristersson M – KD – L                   |